# El Gato con Botas
El Gato con Botas (Le Maître Chat ou le Chat botté, en francés) es un cuento popular europeo recopilado, en 1695, por Charles Perrault y publicado en 1697 en su libro Cuentos de antaño (Histoires ou contes du temps passé. Avec des moralités) como Maese Gato o el Gato con Botas. Cuenta la historia de un gato que, a base de astucia y engaños, consigue la fortuna y la mano de una princesa para su amo, totalmente pobre. El libro manuscrito de 1695 está dedicado a Mademoiselle, sobrina de Luis XIV. El Gato con Botas fue un éxito desde su primera publicación y sigue siendo popular, a pesar de su moral ambigua.
El personaje se inspira, por lo menos, en dos relatos escritos anteriormente: la novela Las noches agradables de Gianfrancesco Straparola (1550, la primera parte y 1553, la segunda parte) y el Pentamerón (El cuento de los cuentos), colección de cuentos de Giambattista Basile publicado en cinco tomos, de 1634 a 1636.
El Gato con Botas ha inspirado a diseñadores, compositores, coreógrafos y casi todo tipo de artistas. Aparece en el tercer acto del ballet La bella durmiente de Chaikovski. Además, las adaptaciones del cuento han sido múltiples, desde el teatro al cine (como en Shrek y sus propias películas) y los cómics, pasando por la ópera y las parodias.

## Argumento
El reparto de la herencia de un sencillo molinero no deja a su benjamín más que el gato del granero. Decepcionado, el hijo considera comérselo para no morir de hambre, pero el gato resulta estar lleno de recursos, y le dice: «No debéis afligiros, señor, no tenéis más que proporcionarme una bolsa y un par de botas para andar por entre los matorrales, y veréis que vuestra herencia no es tan pobre como pensáis». El hijo del molinero no lo piensa mucho y decide seguirle la corriente. El gato, elegantemente calzado, con el saco al hombro, se encamina a un coto cercano y caza un conejo, que ofrece al rey como regalo de su amo el Marqués de Carabás. Sigue llevando regularmente diversas presas al rey, durante algunos meses.

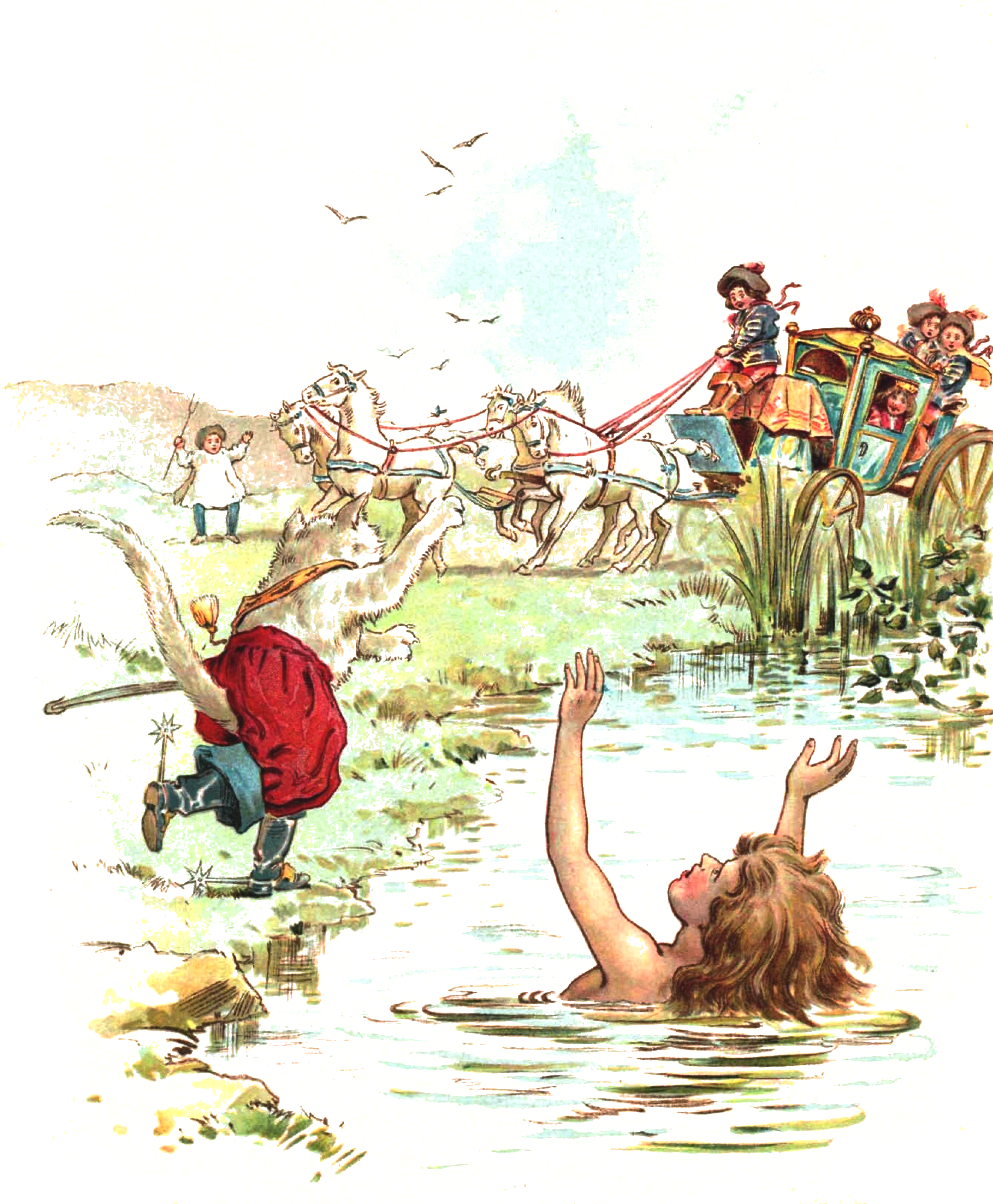
El Gato con Botas pide auxilio al rey para salvar a su amo que se está ahogando, por el ilustrador polaco Artur Oppman.

Un día, sabiendo que el rey y su hija daban un paseo a orillas del río, convence a su amo para que se bañe en el río. Cuando está llegando el rey, el gato pide ayuda porque el Marqués de Carabás se está ahogando. También explica que le han robado la ropa, aunque la había escondido bajo una gran piedra. El rey le ofrece hermosos trajes y el invita a subir a la carroza para seguir juntos el paseo. Como es natural, la princesa se enamora locamente.
El gato toma la delantera y va amenazando a los campesinos, los segadores y todos los que se encuentra para que digan que los campos y trigales pertenecen al Marqués de Carabás. Cuando la carroza del rey pasa junto a los campesinos y este pregunta de quién son aquellas tierras, todos respondieron: «Son del señor Marqués de Carabás». Mientras tanto el gato llega al hermoso castillo de un ogro muy rico, propietario de las tierras por donde había pasado el rey. El ogro es capaz de convertirse en cualquier clase de animal. Para probar sus habilidades se transforma en un aterrador león. El astuto gato le reta a que se transforme en un animal realmente pequeño, como un ratoncillo. Cuando el ogro-ratón echa a correr, el gato salta encima de él y lo devora.
El rey llega al castillo del ogro e, impresionado por las riquezas del Marqués de Carabás, ofrece la mano de su hija al hijo del molinero. El gato se convirtió en un gran señor y no corrió ya detrás de los ratones más que para divertirse.
Al cuento le siguen dos moralejas:
| «[…] la industria y el ingenio bien usados les valen más que bienes heredados». «[…] se debe a que, para inspirar ternura, la juventud, el traje y la apostura no son medios que traigan sin cuidado». | «[…] L’industrie et le savoir-faire valent mieux que des biens acquis» «[…] C’est que l’habit, la mine et la jeunesse, pour inspirer de la tendresse, n’en sont pas des moyens toujours indifférents». |

## Creación y publicación

### Antecedentes

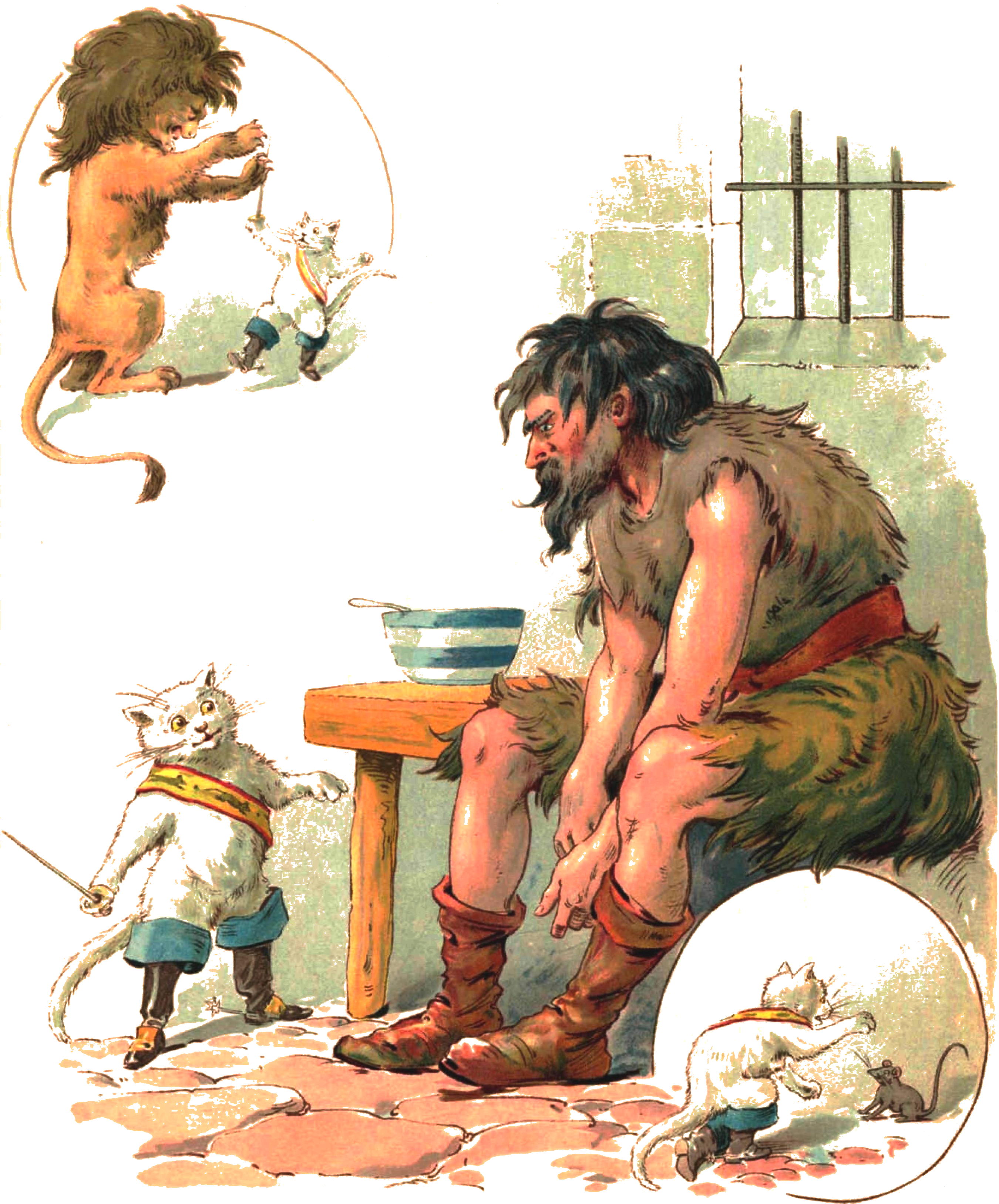
El ogro escucha los argumentos del Gato con Botas. Ilustración para El Gato con Botas en la edición realizada por Artur Oppman.

Charles Perrault no es el inventor de la figura de un gato bromista y travieso, ya que varios siglos antes de la publicación de los cuentos de Perrault, el brahmán cachemir SomaDeva Bhatta reunió una vasta colección de cuentos de hadas indios, Kathá-sarit-ságara (literalmente El océano de los ríos de cuento) que contiene muchos personajes de cuentos de hadas y objetos mágicos como espadas invencibles, barcos que regeneran su carga y animales útiles. Además, en el Panchatantra, una colección de cuentos en sánscrito del siglo V, aparece un relato que describe a un gato tratando de hacer una fortuna en el palacio real. 
En 1553 La gata de Constantino Fortunato, un cuento similar al Gato con Botas, se publicó en Venecia en la segunda parte del libro Las noches agradables de Gianfrancesco Straparola. Sin embargo, en el cuento de Straparola, el hijo menor del pobre molinero es hijo de una viuda bohemia, el gato es un hada disfrazada de gato, la princesa se llama Elisetta y el castillo no pertenece a un ogro sino a un señor fallecido recientemente. El protagonista finalmente se convierte en el rey de Bohemia.
En 1634, se publica otro cuento con un gato tramposo como personaje principal, Cagliuso dentro de la colección de cuentos Pentamerón (El cuento de los cuentos) de Giambattista Basile. Ni la colección ni el cuento estaban publicados en Francia en vida de Perrault. En la versión de Basile, el joven es un mendigo llamado Cagliuso (o Gagliuso) cuya riqueza consigue de forma similar a la historia del Gato con Botas. Sin embargo, la historia termina de manera diferente: para mostrar su gratitud, Cagliuso promete al gato que lo enterrará en un ataúd dorado. Tres días después, el gato prueba a su amo fingiendo estar muerto y se horroriza cuando escucha a Cagliuso pidiéndole a su esposa que agarre el cadáver por las patas y lo arroje por la ventana. El gato salta, exclama que esta es su recompensa por ayudar a un mendigo a hacerse rico, y luego huye abandonando a su amo.
Las semejanzas de estos dos relatos con El Gato con Botas son sorprendentes y, según alguna teoría, Perrault se habría inspirado directamente en Cagliuso, eliminando la moraleja sobre la ingratitud del joven y añadiendo la suya propia. El estudioso Pierre Saintyves destaca estas similitudes y cita a los autores que piensan que Perrault se inspiró en ellos para El Gato con Botas, pero no toma ninguna posición sobre ninguna influencia. Los folkloristas británicos Iona y Peter Opie piensan que Perrault no conocía El gato de Constantino Fortunato ni Cagliuso, aunque fueran anteriores a El Gato con Botas. Por el contrario, el historiador y bibliotecario Thierry Delcourt afirma que Perrault conocía bien las versiones literarias de estos dos cuentos y Armand Langlois cita a La gata de Constantino Fortunato como fuente de inspiración para Perrault.
El escritor francés del sigloXIX Charles Deulin afirma que existen otros cuentos similares a El Gato con Botas: el cuento danés El palacio con los pilares dorados, el cuento noruego Maese Pedro o el cuento bretón El gato y su madre  pues en los tres aparecen gatos o gatas que ayudan a su dueño para obtener fortuna.

### Publicación

#### Cuentos de antaño

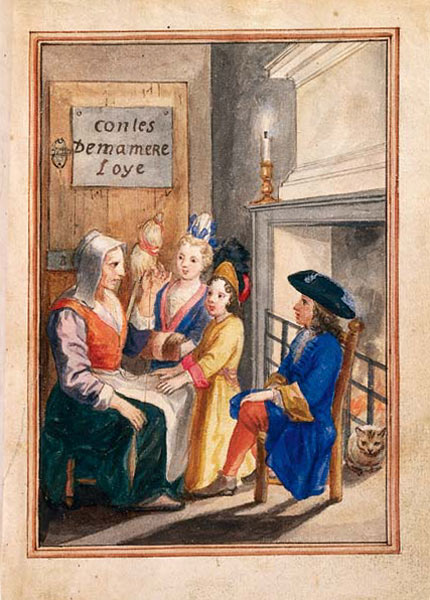
Frontispicio del manuscrito Cuentos de antaño entregado a Mademoiselle en 1695.

Perrault escribió Cuentos de antaño (en francés, Histoires ou contes du temps passé. Avec des moralités, con un segundo título en la contratapa del libro: Contes de ma mère l'Oye) que incluye El Gato con Botas o Maese Gato en la época  en que era miembro de la Academia Francesa y de la corte de Luis XIV. La primera versión de este cuento aparece en un manuscrito ricamente encuadernado, ilustrado y caligrafiado, que circulaba por los salones literarios parisinos y por la corte de Versalles en 1695. Está dedicado a Mademoiselle Isabel Carlota de Borbón-Orleans, sobrina del rey, y contenía cinco cuentos: La Bella durmiente del bosque, Caperucita Roja, Barba Azul, El Gato con Botas y Las hadas. Como la dedicatoria está firmada por «P. Darmancour», los llamados «Cuentos de antaño» —entre ellos El Gato con Botas— se atribuyen algunas veces a Pierre Darmancour, hijo de Charles Perrault.
El Gato con Botas o Maese Gato se publicó por primera vez en enero de 1697, en la imprenta de Barbin, dentro de la colección Cuentos de antaño a la que se añadieron otros tres cuentos: Cenicienta o el zapatito de cristal, Riquete el del copete y Pulgarcito. Esta versión impresa es ligeramente diferente de la del manuscrito original, ya que Perrault desarrolla el estilo, inserta anotaciones, añade moralejas y agrega información que no aparecía en el manuscrito, por ejemplo cuando califica al gato de «gracioso» como si fuera un chico, consiguiendo de hecho un animal antropomórfico.
El libro tuvo un éxito rotundo desde el primer momento.

#### Traducciones
En 1729, apareció la primera traducción al inglés de Robert Samber The Master Cat, or Puss in Boots; se publicó en Londres con los editores J. Pote y R. Montagu dentro del libro titulado Histories, or Tales of Past Times, By M. Perrault. En 1754 aparece la traducción al neerlandés en una edición bilingüe francés-neerlandés. En 1790 se publica traducido a alemán. Las primeras traducciones en protugués fueron de cuentos sueltos de Perrault, a partir de 1819.
La primera traducción al español proviene de la imprenta de I. Smith de París en 1821. Poco después, en 1829, se imprime en Valencia Barba Azul ó la Llave Encantada. Colección de cuentos maravillosos; se trata de los Cuentos de antaño editado por la Librería de Cabrerizo. Más de veinte años después Biblioteca Universal (en Madrid) publica Cuentos de Carlos Perrault; la edición posterior de Cuentos de Perrault de la Biblioteca Universal (Madrid, 1890), tomo CXXXI de la «Colección de mejores autores antiguos y modernos» traduce este cuento como Micifuz el de las botas. En 1863, el editor Abel Ledoux (en París) publica Los cuentos de Perault traducidos por Federico de la Vega y con ilustraciones de Gustave Doré.
Prácticamente, desde las traducciones iniciales se eliminó la primera parte del título del cuento «Maese Gato» para dejarlo tal como se conoce actualmente El Gato con Botas. Sin embargo, Alfonso Nadal (1888-1943), en la traducción que realiza de El libro de hadas de Arthur Rackham: Viejos cuentos con nuevas ilustraciones, durante el relato se refiere al gato como «micer Miz». Entre muchas otras ediciones, destaca la realizada por Editorial Calleja en 1920 con ilustraciones de Rafael de Penagos, que fue reeditada en 1941.

#### Ilustraciones

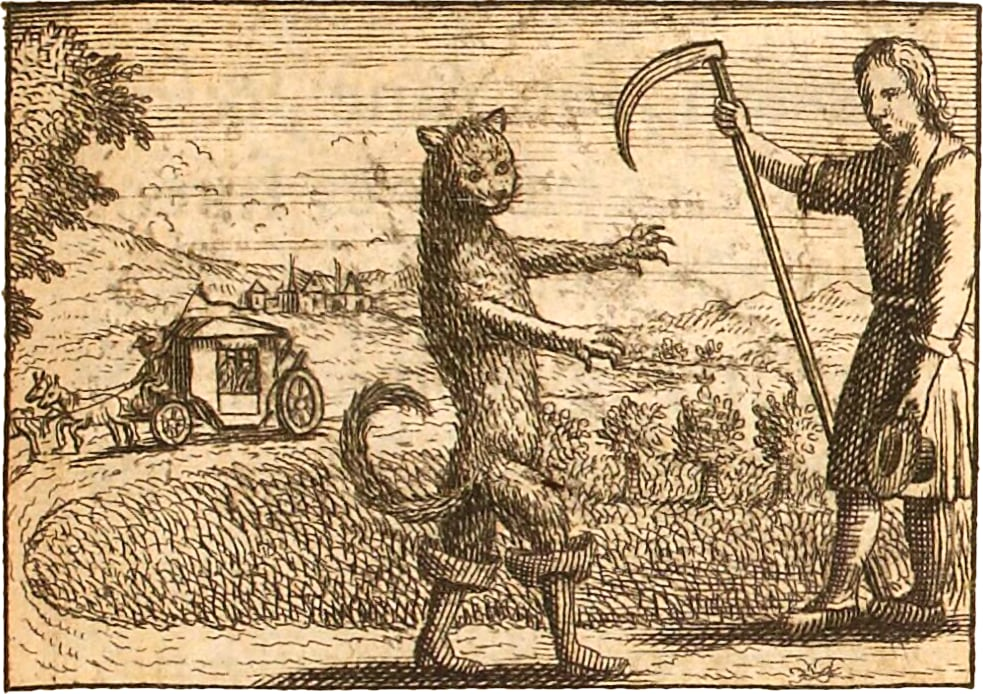
Grabado de Antoine Clouzier para la primera edición de Barbin, en 1697, de los Cuentos de antaño; realizado sobre cuero y conservado en la Biblioteca Nacional de Francia.

La primera ilustración de El Gato con Botas en el manuscrito de 1695 está realizada en tinta y coloreada en gouache; representa un gato que amenaza a los campesinos, está de pie con las patas anteriores al frente para decirles: «Buena gente que segáis, si no decís al rey que estos prados pertenecen al Marqués de Carabás, os haré picadillo». El gato aparece tan grande como el propio campesino. De acuerdo con un estudio de Marc Soriano esta imagen destaca el antropomorfismo y agresividad del Gato con Botas y ha jugado un papel muy importante en la percepción del personaje hasta el día de hoy. Se desconoce quién es el autor del dibujo, podría ser el mismo Perrault o alguien siguiendo sus instrucciones.
El grabador Antoine Clouzier utiliza la misma imagen para la primera edición de los cuentos en 1697. La difusión de esta imagen es impresionante, por la cantidad de ediciones del cuento desde 1697 que la reutilizan, a lo largo de Europa. Los grabadores británicos incluso añadieron garras al gato para acentuar la impresión de amenaza.
El frontispicio de la primera edición muestra a una anciana contando historias a un grupo de tres niños y un joven bajo un cartel con la expresión «Contes de ma mère L'oye [sic]» (Cuentos de Mamá Ganso o también Cuentos de Mamá Oca). La edición en inglés traduce el cartel como: Mother Goose Tales.
En 1862, Gustave Doré ilustra una edición completa de los Cuentos de antaño. de Perrault. Estas ilustraciones se han seguido incluyendo en ediciones en distintos idiomas durante todo el siglo siglo XX.
Dentro de la moda de los libros ilustrados para niños destaca la versión de El Gato con Botas que, en 1900, tradujo al inglés en verso e ilustró el británico Walter Crane. Este artista tuvo la idea de que el gato fuera negro. Las ilustraciones se pueden disfrutar en la Galería.
Años más tarde, en 1922, el irlandés Harry Clarke ilustró otra colección de cuentos de Perrault, con estilo modernista.

## Análisis

### Clasificación Aarne-Thompson-Uther

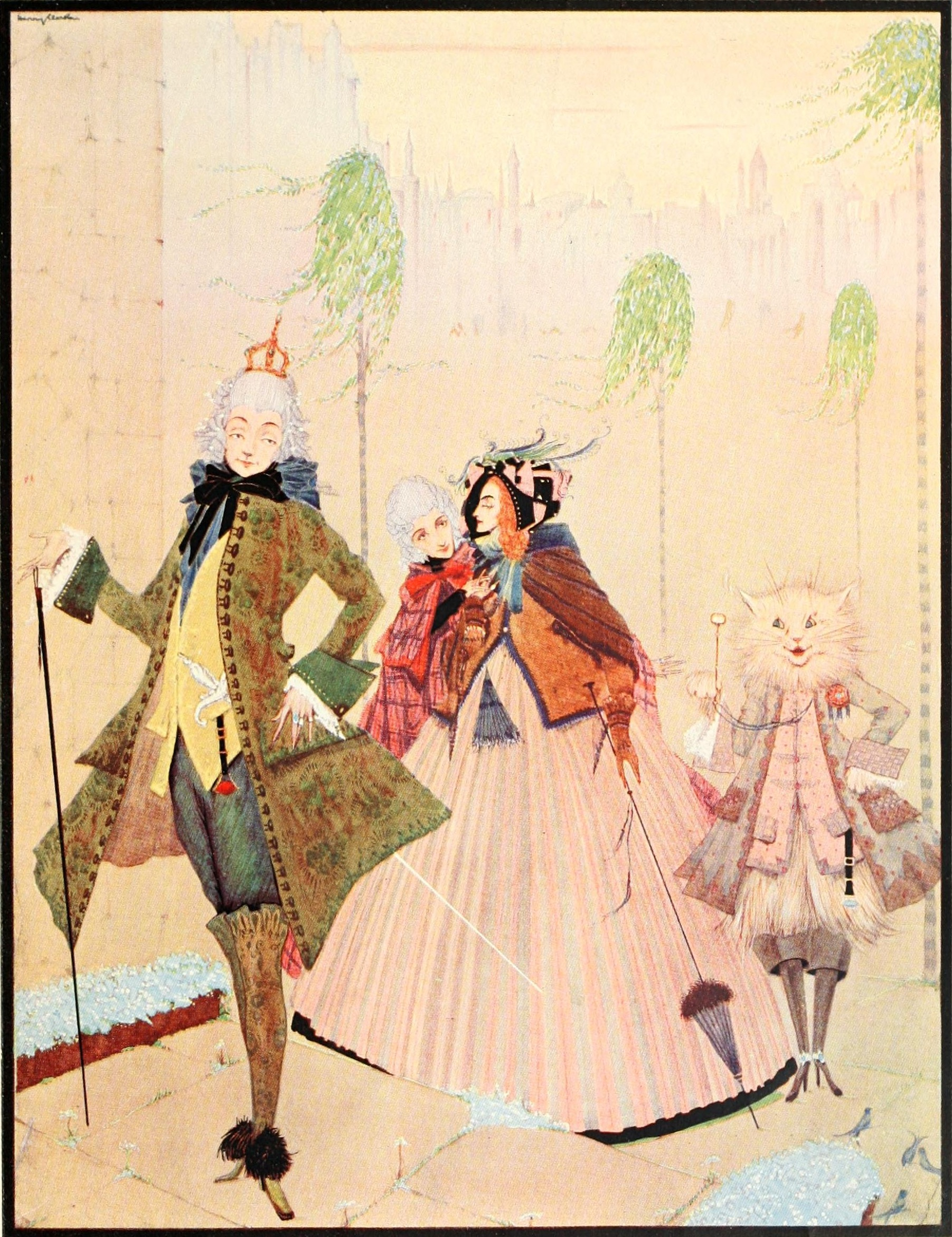
Ilustración de Harry Clarke para una edición británica de 1922.

De acuerdo con la Clasificación Aarne-Thompson-Uther, los temas de este cuento se encuentran ampliamente difundidos por muchas regiones del mundo con el mismo «tipo». En primer lugar está el tema del gato, tipo 545B, «El gato como ayudante». El pasaje del gato devorando al ogro es una mezcla de otros dos temas: por una parte, el tipo 325, como en el cuento de El mago y su aprendiz, en que el aprendiz se come al mago convertido en grano cuando él mismo se ha convertido en un zorro; por otra parte, el tipo 331, como en el cuento El genio en la botella, donde el protagonista reta a su oponente a encogerse hasta entrar en una botella.

### Comentarios y crítica
A pesar de su popularidad, la dudosa moralidad de la historia, o en realidad la ausencia de ella, ha hecho tradicionalmente al cuento menos interesante de analizar que otras historias de la época. Comparada con el rico material proporcionado en La bella durmiente o Barba Azul, El Gato con Botas es considerablemente más alegre en tono. Perrault era conocido ciertamente por sus tendencias moralistas, pero si realmente hay una lección por aprender en El Gato con Botas, parece ser que el engaño y la mentira dan beneficios más rápida y generosamente que el trabajo duro y el talento
Para algunos lectores actuales, la nota éticamente discordante es cuando el gato amenaza a los campesinos que trabajan para el ogro, obligándoles a decir que trabajan para el Marqués de Carabás. En una versión moderna, el Gato con Botas llega a un acuerdo con los campesinos por el que si dicen ser siervos del Marqués de Carabás entonces él los librará de la tiranía del cruel ogro. Esto eleva considerablemente el tono moral de la historia.
También se puede considerar esta historia para fines didácticos de administración de empresas, todo jefe o gerente en algún momento deberá confiar o delegar trabajos a un subalterno. Darle la oportunidad a alguien de ayudarnos puede ser la clave en nuestra vida que nos haga prosperar.
En otras interpretaciones el Gato con Botas representa el juego de la naturaleza racional y animal en el destino del hombre. El gato es un animal humanizado, no sólo camina erguido sino también habla, es un animal que razona y que libera sus instintos cuando ello es necesario, en la historia cuando amenaza a los campesinos o se come al ogro trasformado en roedor.

## Adaptaciones
El escritor alemán Ludwig Tieck es el autor de la comedia satírica Der gestiefelte Kater (El Gato con Botas), 1797, basada en este cuento.
Existe una «ópera de magia», El Gato con Botas, de 1948, con música de Montsalvatge y libreto de Néstor Luján.
Además, existe una ópera breve, de corte infantil, en tres actos, El Gato con Botas, con música del ruso César Cui y libreto escrito por una maestra, Marina Stanislavovna Pol'. Compuesta en 1913, se estrenó en Roma en 1915 con el título Il gato con gli stivali.
En el cómic Xanadu, —tipo furry fandom— el principal héroe masculino, Tabbe Le Fauve, es un gato parecido al Gato con Botas; una especie de caballero-ladrón decidido a desafiar el sistema de castas del mundo fantástico de donde procede. Muestra una fuerte influencia del típico espadachín interpretado por Errol Flynn en las películas de la década de 1930.

### Películas y series de TV

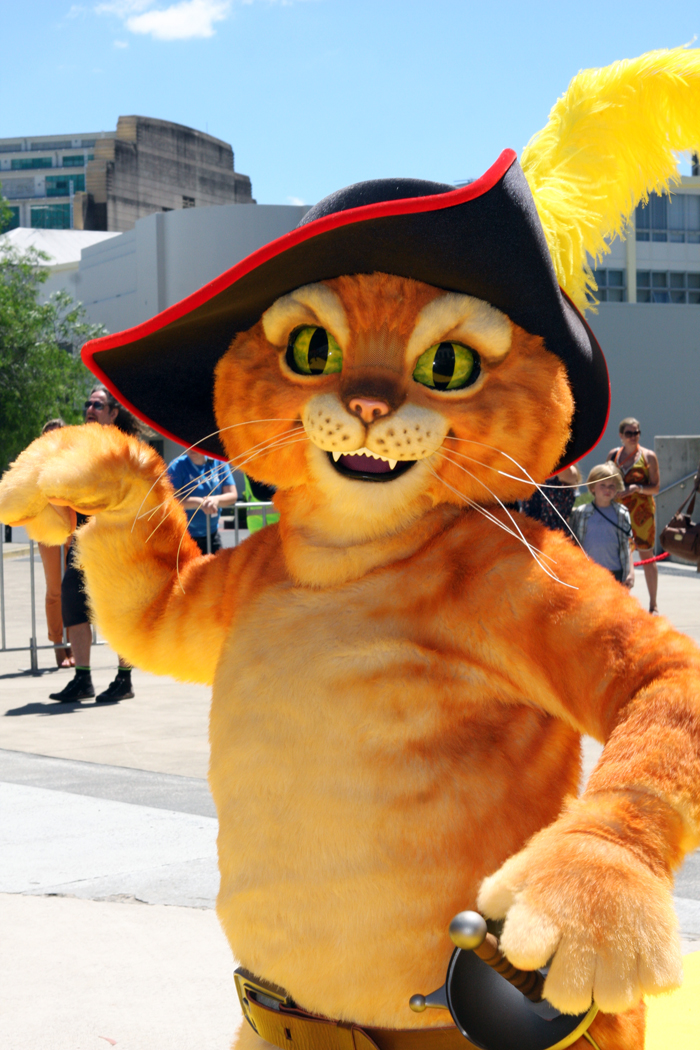
Botarga para la película de 2011 El Gato con Botas.

El personaje de El Gato con Botas ha sido retomado en innumerables ocasiones, siendo algunas de las más destacadas:
- En 1903, se estrenó una película El Gato con Botas (Le Chat botté), muda, en blanco y negro, dirigida por los cineastas franceses Ferdinand Zecca y Lucien Nonguet.
- En 1922, los estudios de animación Laugh-O-Gram, fundados por Walt Disney en Kansas City (Misuri), produjeron un cortometraje Puss in Boots (El Gato con Botas) de nueve minutos, era el sexto de una serie de siete cuentos. Está basado en el cuento de Perrault, pero no sigue la trama del mismo.
- En la película animada japonesa de 1969, El Gato con Botas (長靴をはいた猫, Nagagutsu o haita neko), producida por Toei Animation. El Gato con Botas es rechazado por ayudar a un ratón. Al escapar de sus perseguidores conoce a Pedro, un joven huérfano con quien correrá diversas aventuras.
- Una película animada titulada El Gato con Botas fue estrenada directamente en vídeo en 1999 por Plaza Entertainment.
- «El Gato con Botas» aparece como un personaje secundario en la película de animación de 2004 Shrek 2, producida por DreamWorks Animation, interpretado por Antonio Banderas, tanto en la versión original de habla inglesa como en el doblaje español. El gato es contratado para asesinar a Shrek, que es un ogro. Sin embargo, no intenta ningún enrevesado truco esta vez; su táctica para hacer que el enemigo baje la guardia es adoptar un aspecto inocente de gatito desolado y resulta extremadamente efectiva. Este gato con botas es español, en lugar de francés: «El Gato con Botas» en lugar de «Le Chat Botté». Está inspirado en el Zorro, personaje que también interpretó Banderas.
  - «El Gato con Botas» aparece otra vez en las dos siguientes películas de la saga: Shrek tercero (2007) y en Shrek Forever After (2010).
  - La película El Gato con Botas (Puss in Boots) de 2011 es una especie de precuela derivada de Shrek. Esta nueva producción está especialmente dedicada a una aventura en el pasado del «Gato con Botas» que aparece en esas películas. En la saga de Shrek, el personaje aparece desde la segunda entrega hasta la cuarta y última en breves participaciones. La misma empresa ha creado un corto animado con el personaje.
  - En El Gato con Botas: el último deseo de 2022, el personaje vuelve como protagonista, que sigue siendo interpretado por Antonio Banderas. Esta película continua las aventuras del felino dentro del universo de la saga Shrek.
- En La verdadera historia del Gato con Botas (La véritable histoire du Chat Botté), de 2009, se hizo una versión bastante libre del cuento, que tiene poco que ver con el de Perrault. Fue realizada en conjunto por los directores Jérôme Deschamps, Pascal Hérold y Macha Makeïeff, con producción de Francia, Bélgica y Suiza. La película, en términos generales, resultó un fracaso de taquilla y de crítica.

## Galería
Ilustraciones en blanco y negro de Gustave Doré, siglo xix:

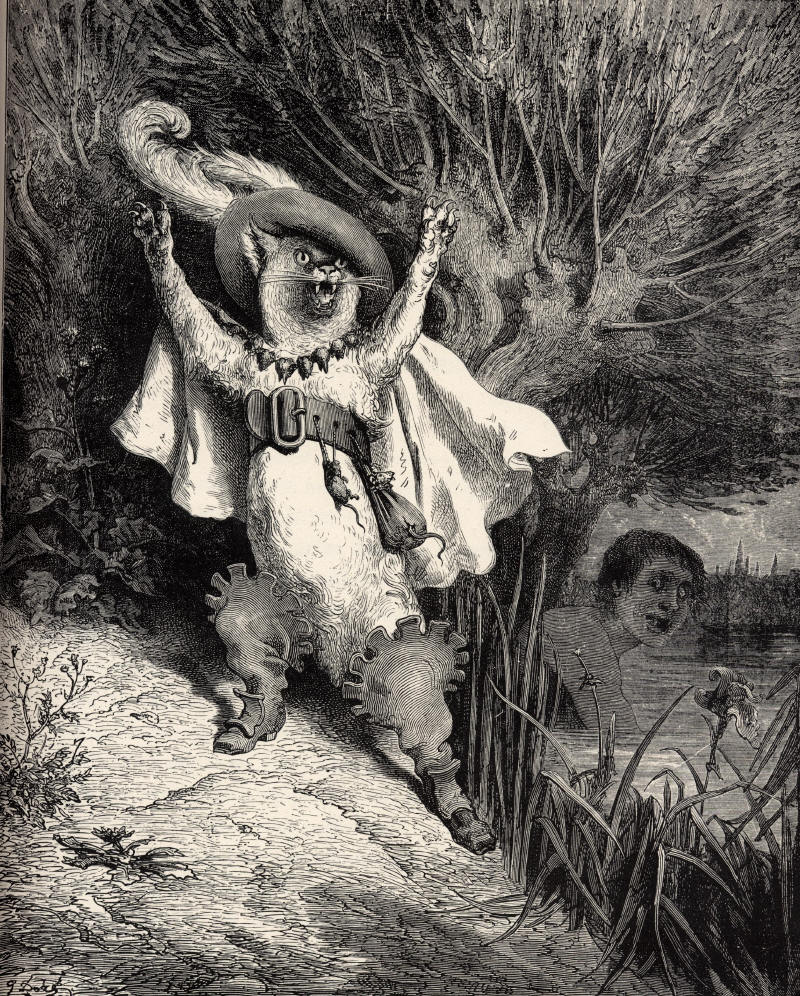
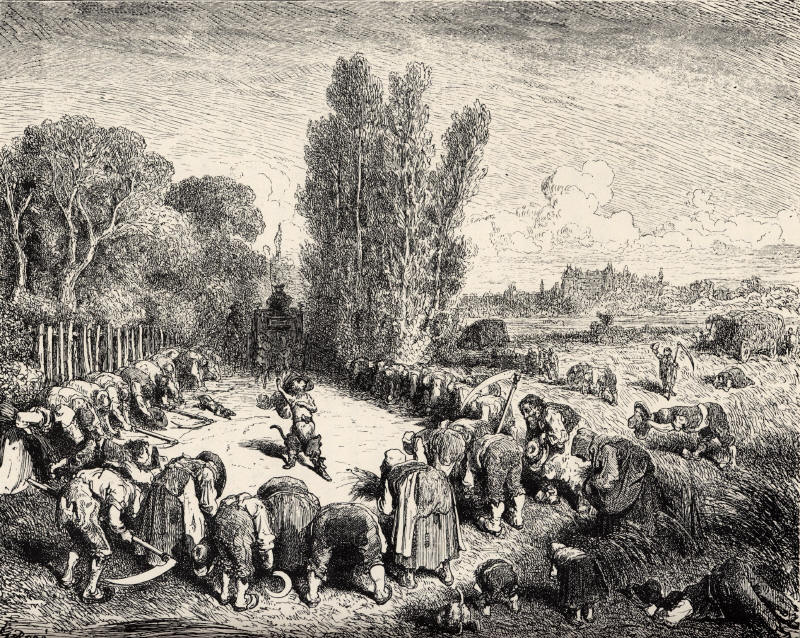
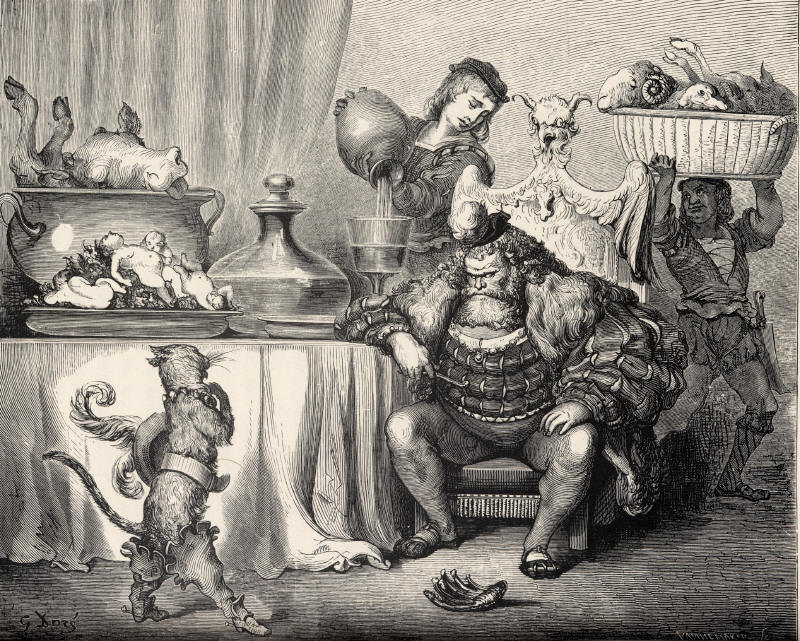

Ilustraciones en color de Walter Crane, siglo xix, para la edición preparada por él mismo con la traducción del cuento al inglés en verso, a modo de cómic:

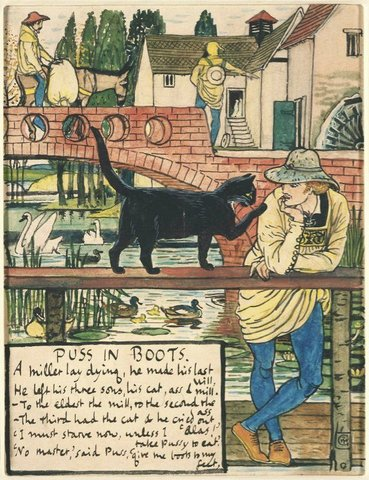
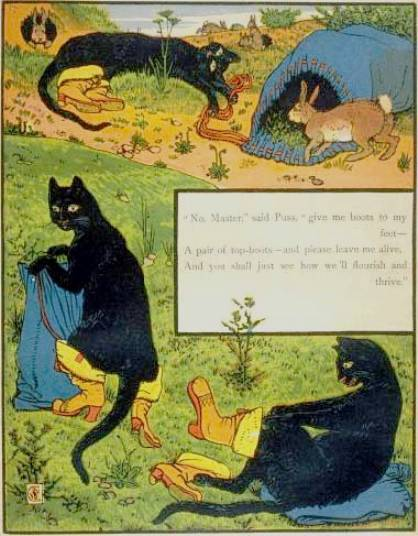
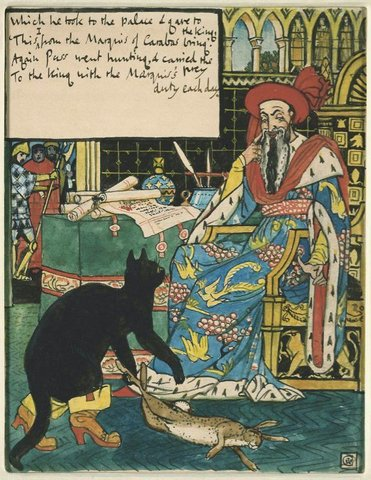
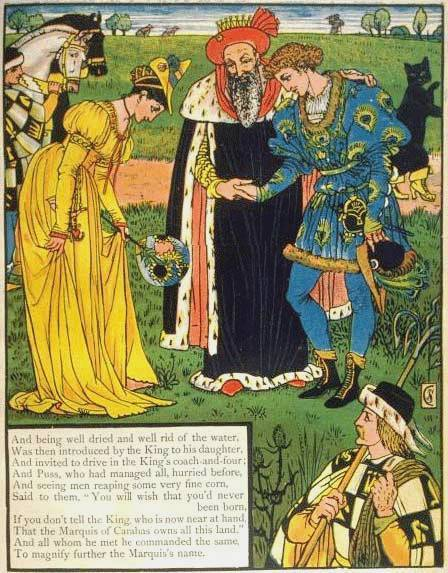
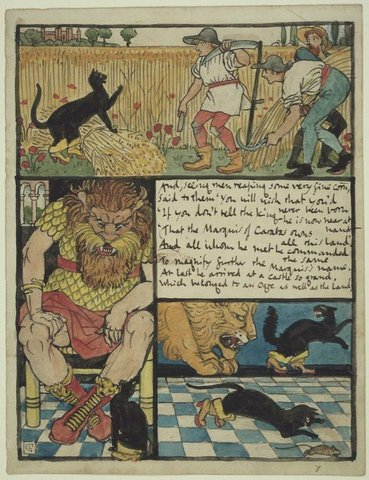
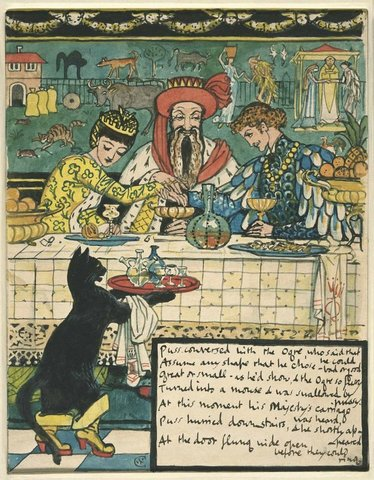